# أبو لقمان
علي موسى الشواخ (1973- 17 أبريل 2018) يعرف بكنيته أبو لقمان، أبو أيوب الأنصاري أو علي الحمود، هو رجل سوري ووالي لتنظيم الدولة الإسلامية في العراق والشام على مدينة الرقة، في سوريا بحلول يوليو 2015. كان سابقا واليا على ولاية حلب.